# رونالدو گاربی
رونالدو گاربی (اسپانیایی: Rolando Garbey‎؛ زادهٔ ۱۹ نوامبر ۱۹۴۷) بوکسور اهل کوبا بود.